# Émetteur de Bouvigny-Boyeffles
L'émetteur de Bouvigny-Boyeffles est un équipement de radiodiffusion constitué de matériel électronique et d'un mât d'une hauteur de 307 mètres se trouvant sur le territoire de la commune de Bouvigny-Boyeffles dans le département français du Pas-de-Calais, non loin de la limite avec Servins.
C'est l'un des émetteurs les plus puissants de France en TV analogique, TNT et Radios FM de Radio France.
L’émetteur héberge aussi les antennes mobiles de SFR en 2G et 3G, Bouygues Télécom en 2G, 3G et 4G, et Free Mobile en 3G et 4G
Le pylône actuel date de 1990. L'ancien pylône construit en novembre 1959 fut détruit après la fin de la construction du nouveau pylône en 1990 et la construction du nouveau pylône a commencé en 1989.

## Histoire de l’émetteur de Bouvigny
L'émetteur est mis en service en Novembre 1959 par la Radiodiffusion-télévision française pour remplacer l'émetteur de Télé-Lille situé dans le beffroi de la mairie de Lille. La chaîne, qui relaie le programme de RTF Télévision, est diffusée en 819 lignes sur le canal 08 VHF mais aussi sur un autre canal le canal 11 le programme de RTF Télévision qui diffuse vers le sud du Pas de Calais et de la Picardie les émissions régionales de Télé-Picardie produites par le centre d'actualités télévisées d'Amiens créé en 1967.
Un second canal est mis en service le 31 mai 1964 pour diffuser RTF Télévision 2 en 625 lignes sur le canal 21 UHF. Ce canal diffuse également vers le sud les émissions régionales de Télé-Picardie produites par le centre d'actualités télévisées d'Amiens créé en 1967.
Le 31 décembre 1972, un troisième canal est mis en service pour diffuser la toute nouvelle troisième chaîne couleur de l'ORTF sur le canal 24 UHF avec une puissance de 450 kW. 
TDF ouvre un nouveau canal 27 UHF en 1976 pour y diffuser TF1 en couleur et ferme par la même occasion le canal 08 VHF. Le canal 08 VHF sera (peu après) attribué par le CCIR à la RTBF (PAL B 625, haute puissance 1000kw/video - 100kw/audio à Wavre), à la suite de la conversion couleur du parc émetteur Belge et  selon les nouveaux plans de fréquences Européens basés sur les standards de diffusion "625 lignes / et des bandes passantes de 7 MHz ou 8 MHz de largeur" (à la suite de l'abandon de la norme 819 Lignes, nécessitant 14 MHz de largeur).
En novembre 1984, un nouvel émetteur VHF de 200 kW est mis en service pour diffuser Canal+ sur le canal 05, suivi début 1986 de deux autres moins puissants à 9,5 kW (polarisation circulaire) sur le canal 51 pour diffuser La Cinq dès le 20 février 1986, jour d inauguration de la chaîne et sur le canal 54 pour TV6
La télévision numérique terrestre a débuté le 21 décembre 2007 avec une puissance de 20 kW sur des canaux provisoires. Les canaux temporaires (avant l'extinction de l'analogique, le 1er février 2011) étaient les suivants : 23, 26, 30, 31, 35 et 48  en attendant l’arrêt de la télévision analogique en SFN parfois avec l’émetteur de Lambersart aujourd'hui disparu. Les canaux définitifs des multiplex numériques sont le 21, 23, 24, 26, 27, 30, 31 et 59
Le 17 avril 2009, l'émetteur a commencé à diffuser la chaîne du groupe La Voix du Nord, Wéo sur le multiplex R1 qui est reçu par fibre optique des studios de Lille vers l'émetteur de Bouvigny-Boyeffles tout comme France 3 Nord-Pas-de-Calais Picardie. 
Le canal 31, réservé au multiplex R5 (GR5), regroupant trois chaînes en haute définition était opérationnel depuis le dimanche 31 mai 2009, il avait une puissance de 80 kW ; jusqu'en 2012 il avait une puissance de 20 kW.  
Le 17 décembre 2013, les multiplex R7 et R8 débutaient leur diffusion et proposaient six nouvelles chaines en haute définition.
À la suite du passage à la TNTHD le 5 avril 2016, les multiplex R5 et R8 sont arrêtés définitivement pour libérer les fréquences 700 MHz aux opérateurs téléphoniques et les chaînes contenus dans ces deux multiplex sont réparties dans les 6 autres multiplex.

## Réception

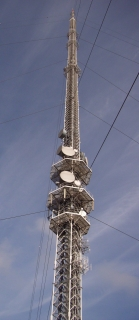
Émetteur de Bouvigny-Boyeffles en contre-plongée.

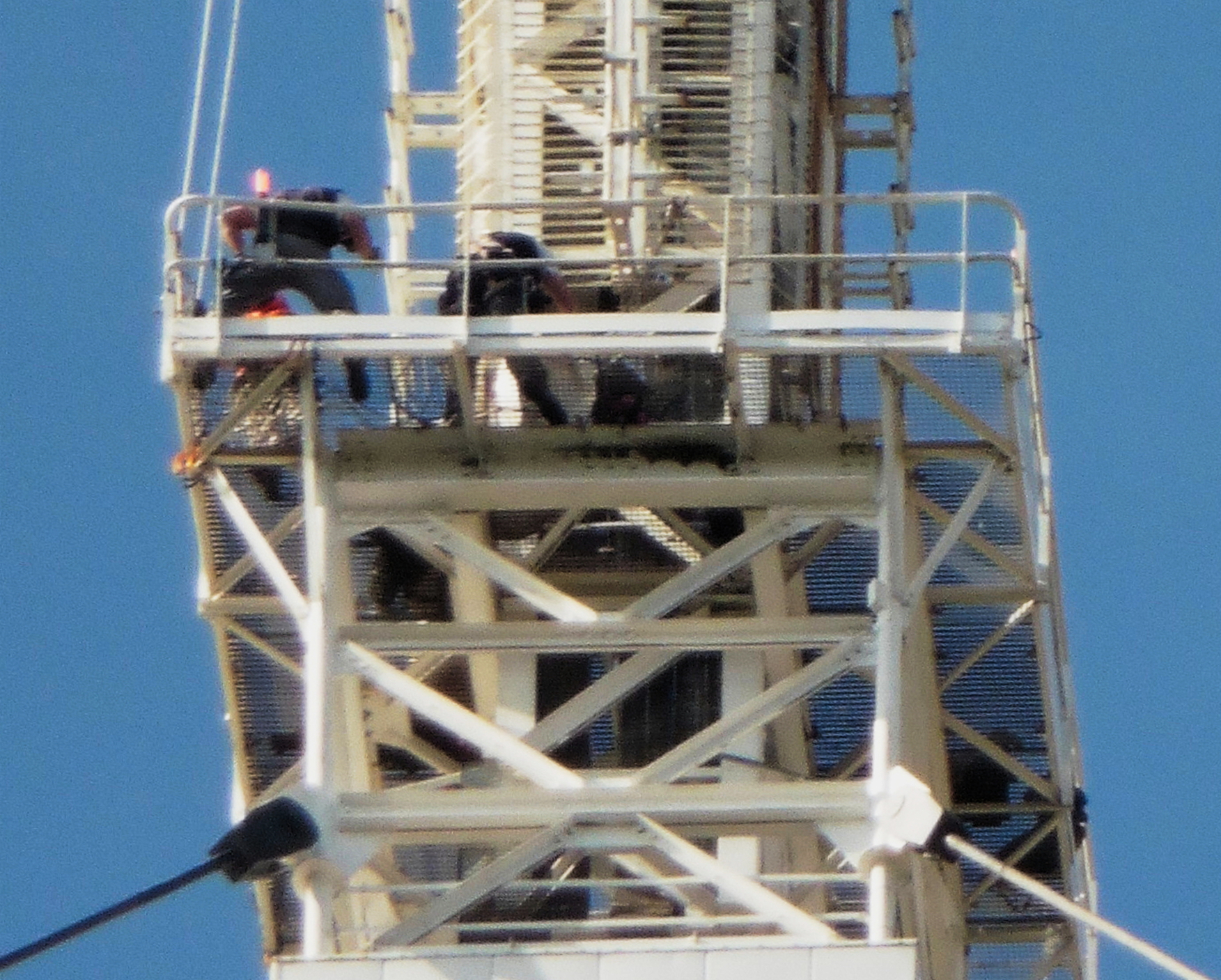
Entretien de l'émetteur de Bouvigny-Boyeffles

L'émetteur de Bouvigny-Boyeffles couvre une grande partie de la région Nord-Pas-de-Calais, dans une zone comprise entre Bapaume, Saint-Omer mais également Valenciennes. Près de trois millions et demi de personnes dépendent de cet émetteur. C'est aussi l'un des trois émetteurs principaux de la ville d'Amiens avec les émetteurs de Limeux (Somme) et l'Émetteur d'Amiens Saint-Just (Oise).
Au lancement de la TNT (le vendredi 21 décembre 2007), les émissions de l'émetteur de Bouvigny-Boyeffles ont perturbé les émetteurs proches. En conséquence, le lancement de la télévision numérique fut décalé d'une semaine. De la même manière, le passage au tout numérique devait initialement avoir lieu le 7 décembre 2010, mais a été reporté au 1er février 2011

### L'acheminement des signaux vers Bouvigny
Le transport des multiplex se fait en général via le satellite Eutelsat 5 West A (anciennement Atlantic Bird 3).
| Provenance des multiplex    | Provenance des multiplex | Provenance des multiplex   |
| Fréquence Eutelsat 5 West A | Contenu | Remarque                   |
| --------------------------- | --- | -------------------------- |
| 11 509 MHz Pol. V           | Multiplex R1 (Flux 1) (remplacement de "France 3 sat" par "France 3 NPDC + WEO par une fibre optique entre Lambersart et Bouvigny), R4 (Flux 4) et R6 (Flux 6) | DVB-S2 AMC/VCM Multistream |
| 12 648 MHz Pol. V           | Multiplex R7 (Flux 1), R2 (Flux 2)(HD) et R3 (Flux 3) | DVB-S2 AMC/VCM Multistream |

Avec toujours pour objectif d'optimiser l'utilisation de la bande passante, les multiplex  R7, R2 et R3 diffusés sur le répéteur 12 648 MHz et le répéteur 11 509 MHz pour les multiplex R1 R4 et R6 utilisent un autre système : la norme AMC/VCM (Codage et Modulation adaptatifs et variables). Cette dernière permet de changer dynamiquement les paramètres de transmission (par exemple le taux de correction d'erreur directe (FEC) peut être amélioré en cas de réception difficile (ex: mauvaise météo)). Les récepteurs capables de lire ces flux sont peu nombreux : il s'agit souvent de cartes tuner pour PC.

## Émissions de l'émetteur de Bouvigny

### RadioFM
En raison de sa proximité avec Béthune (20 km), cet émetteur diffuse 4 radios privées couvrant l'agglomération béthunoise. Les 5 radios publiques émises depuis l'émetteur de Bouvigny ont pour vocation d'émettre une grande partie du Nord-Pas-de-Calais, dont Lille.
| Radio FM  | Radio FM        | Radio FM  | Radio FM                                                                                     | Radio FM             | Radio FM  | Radio FM |
| Fréquence | Nom de la radio | Puissance | Date d'arrivée sur Bouvigny                                                                  | Hauteur de l'antenne | Catégorie | RDS (PS) |
| --------- | --------------- | --------- | -------------------------------------------------------------------------------------------- | -------------------- | --------- | -------- |
| 88.7      | France Musique  | 100 kW    | 1960                                                                                         | 409 m                | Publique  | MUSIQUE_ |
| 91.6      | Europe 1        | 1 kW      | 1998 (ex: La Voix de l'Info, radio de La Voix du Nord en 1990-1998)                          | 215 m                | E         | EUROPE_1 |
| 92.2      | RTL2 Nord       | 1 kW      | Mars 1995 (ex: M40-Métropolys de 1992 à 1995 et Métropolys en 1990-1992)                     | 220 m                | C         | __RTL2__ |
| 94.7      | Ici Nord        | 100 kW    | 1980 (ex: Fréquence Nord jusqu'en 2000 puis France Bleu Nord jusqu’en 2025)                  | 409 m                | Publique  | ICI NORD |
| 96.9      | Fun Radio       | 100 W     | Octobre 2008                                                                                 | 211 m                | D         | __F_U_N_ |
| 98.0      | France Culture  | 100 kW    | 1960                                                                                         | 409 m                | Publique  | _CULTURE |
| 103.2     | RMC             | 200 W     | Octobre 2008                                                                                 | 211 m                | E         | _RMC____ |
| 103.7     | France Inter    | 100 kW    | 1987 (avant sur 94.7 avec Fréquence Nord en partagé de 1980-1987 et sur 94.7 de 1960 a 1980) | 409 m                | Publique  | __INTER_ |
| 105.2     | France Info     | 200 kW    | Juin 1992                                                                                    | 409 m                | Publique  | __INFO__ |

### Télévision

#### Télévision analogique(1959-2011)
| Télévision analogique terrestre | Télévision analogique terrestre | Télévision analogique terrestre | Télévision analogique terrestre           | Télévision analogique terrestre       | Télévision analogique terrestre | Télévision analogique terrestre |
| Bande                           | Canal                           | Puissance                       | Trame                                     | Ouverture                             | Fermeture                       | Nom de la chaîne |
| ------------------------------- | ------------------------------- | ------------------------------- | ----------------------------------------- | ------------------------------------- | ------------------------------- | --- |
| VHF Bande III                   | 08AH                            | 200 kW                          | 819 lignes                                | Novembre 1959                         | 1978                            | RTF Télévision (Télé-Lille) Première chaîne de l'ORTF (Télé-Lille) TF1                                                                    |
| VHF Bande III                   | 11H                             | 200 kW                          | 819 lignes                                | Novembre 1959                         | 1978                            | RTF Télévision (Télé-Picardie) Première chaîne de l'ORTF (Télé-Amiens) TF1                                                                |
| UHF Bande IV                    | 21H                             | 450 kW                          | 625 lignes SECAM IIIB avec porteuse NICAM | 31/05/1964                            | 2011                            | RTF Télévision 2 Deuxième chaîne de l'ORTF (Télé-Picardie) Antenne 2 France 2 (décrochages régionaux sur Antenne 2 jusqu'en juillet 1989) |
| UHF Bande IV                    | 24H                             | 450 kW                          | 625 lignes SECAM IIIB avec porteuse NICAM | 31/12/1972                            | 2011                            | Troisième chaîne couleur de l'ORTF FR3 Nord-Picardie France 3 Nord-Pas-de-Calais                                                          |
| UHF Bande IV                    | 27H                             | 450 kW                          | 625 lignes SECAM IIIB avec porteuse NICAM | 22 décembre 1976 à 12h30              | 2011                            | TF1 |
| VHF Bande III                   | 05H                             | 200 kW                          | 625 lignes SECAM IIIB                     | 4/11/1984                             | 2010                            | Canal+ |
| UHF Bande IV                    | 51H                             | 9.5 kW                          | 625 lignes SECAM IIIB avec porteuse NICAM | 20/02/1986                            | 2011                            | La Cinq Arte La Cinquième/Arte France 5/Arte                                                                                              |
| UHF Bande IV                    | 54H                             | 9.5 kW                          | 625 lignes SECAM IIIB avec porteuse NICAM | 22/02/1986 (Tests jusqu'au 1/03/1986) | 2011                            | TV6 M6 |

La norme L, de télédiffusion analogique, utilisée en France diffuse la sous-porteuse audio en modulation d'amplitude ; un procédé qui, vu la largeur de bande utilisée dans la norme L, ne permet pas la stéréo contrairement aux normes B/G ou le son est diffusé en modulation de fréquence. Sous l'impulsion de TF1, TDF a adapté le procédé NICAM afin de pouvoir diffuser en stéréo. Il s'agit d'ajouter au signal émis une sous-porteuse audionumérique proche du signal de chrominance, un récepteur non compatible considérera cette porteuse comme du "bruit", un récepteur compatible remplacera le son analogique par le signal stéréo-numérique. L’inconvénient de ce système est que outre le fait de disposer d'un récepteur compatible, il est nécessaire d'équiper individuellement chaque émetteur d'un multiplexeur NICAM. Si dès 1994 pour la tour Eiffel était équipée, il faudra attendre début 1996 pour que TF1 et M6 soient diffusées en NICAM sur l'émetteur de Bouvigny et en 1999  pour l'équipement du NICAM sur France 2 mais aussi sur La Cinquième et Arte. France 3 déploie le NICAM en 2000 sur l'émetteur de Bouvigny-Boyeffles. 
Canal + n'a jamais utilisé le NICAM, car son parc de décodeur n'était pas compatible avec ce procédé. Il faut préciser que les chaines France5/Arte et M6 (en analogique), diffusaient leurs programmes en polarisation mixte (verticale et/ou horizontale).

#### Télévision numérique[9]

##### Canaux, polarisation, puissances et diffuseurs des multiplexes
| Télévision numérique terrestre | Télévision numérique terrestre | Télévision numérique terrestre | Télévision numérique terrestre | Télévision numérique terrestre |
| Nom du multiplex               | Canal                          | Polarisation                   | Puissance (PAR)                | Diffuseur                      |
| ------------------------------ | ------------------------------ | ------------------------------ | ------------------------------ | ------------------------------ |
| Multiplex R1                   | 24                             | Horizontale                    | 79 kW                          | TDF                            |
| Multiplex R2                   | 23                             | Horizontale                    | 20 kW                          | Towercast                      |
| Multiplex R3                   | 27                             | Horizontale                    | 79 kW                          | Towercast                      |
| Multiplex R4                   | 26                             | Horizontale                    | 14 kW                          | Towercast                      |
| Multiplex R6                   | 21                             | Horizontale                    | 79 kW                          | Towercast                      |
| Multiplex R7                   | 29                             | Horizontale                    | 79 kW                          | Towercast                      |

### Téléphonie mobileet autres transmissions
| Opérateur        | 2G  | 3G  | 4G  | FH  |
| ---------------- | --- | --- | --- | --- |
| SFR              | Oui | Oui | Oui | Oui |
| Bouygues Telecom | Oui | Oui | Oui | Oui |
| Free             | Non | Oui | Oui | Oui |

- IFW (opérateur de WiMAX) : boucle locale radio de 3 GHz.
- TDF : faisceau hertzien
- Towercast : faisceau hertzien

## Site du Chemin des Loups
Un autre site de diffusion appartenant à TDF se trouve à 650 mètres du pylône haubané. Il diffuse 2 radios locales en FM, des ondes WiMAX, des communications mobiles privées (PMR) et du faisceau hertzien de TDF.

### Radio FM
| Fréquence | Nom de la radio | Puissance | Date d'arrivée sur Bouvigny | Catégorie | RDS (PS) |
| --------- | --------------- | --------- | --------------------------- | --------- | -------- |
| 88.0      | Horizon         | 400 W     | 2002                        | B         | HORIZON_ |
| 99.2      | RDL Bruaysis    | 400 W     | 2015                        | B         | BRUAYRDL |

### Autres transmissions
- E*Message (radiomessagerie) : RMU-POCSAG
- TDF : Faisceau hertzien
- PMR